# Fitzwillia
Fitzwillia é um género botânico pertencente à família Asteraceae.
A sua única espécie é Fitzwillia axilliflora, sendo originária da Austrália.

## Descrição
É uma planta herbácea anual, ascendente ou erecta que alcança uma altura de 3 a 135 cm. As flores são de cor branca, florescendo desde setembro até novembro em suelos de arena, nas margens de lagos salgados, de pouca salinidade.

## Taxonomia
Fitzwillia axilliflora foi descrita por (Ewart & Jean White) P.S.Short e publicada em Muelleria 7(1): 111. 1989.

## Sinónimos
- Angianthus axiliflorus W.Fitzg. ex Ewart & Jean White basónimo [5]